# Augochlora cephalica
Augochlora cephalica är en biart som först beskrevs av Jesus Santiago Moure 1941.  Augochlora cephalica ingår i släktet Augochlora och familjen vägbin. Inga underarter finns listade.